# 中国共产党深圳市委员会
中国共产党深圳市委员会，简称中共深圳市委，是中国共产党在广东省深圳市的领导机关，由中国共产党深圳市代表大会选举产生。在代表大会闭会期间，执行中国共产党中央委员会、中共广东省委的指示和中国共产党深圳市代表大会的决议，领导深圳市的党务工作，定期向中共广东省委报告工作。目前，中共广东省委副书记孟凡利兼任该委员会书记，覃伟中担任该委员会副书记。

## 沿革
1925年7月，成立中国共产党宝安县支部委员会（简称中共宝安县党支部）。1926年3月，县党支部升格为中国共产党宝安县委员会。1940年10月，组建中国共产党宝安县工作委员会。1940年12月，复设中国共产党宝安县委员会。1949年1月，中国共产党宝安区地方委员会成立。
1949年8月，解放军进驻宝安县，成立中国共产党宝安县委员会。1959年1月，人民公社化运动期间，宝安县委改为中国共产党宝安县人民公社常委会。1959年7月，恢复组建中国共产党宝安县委员会。1968年8月，原宝安县委、县人大、县人委职责整合为宝安县革命委员会，宝安县革委会设党的核心小组。
1970年7月，恢复设立中国共产党宝安县委员会。1979年1月，经国务院批准，撤销宝安县，组建县级深圳市。1979年3月宝安县委撤销，中国共产党深圳市委员会成立，首任书记为筹备建立深圳市的张勋甫。1980年6月，中共深圳市委领导建制改设第一书记、常务书记、书记及常委。
1981年10月，深圳经济特区成立，组建中国共产党深圳经济特区委员会。1982年1月，国务院批准设立地级深圳市后，中国共产党深圳市委员会正式成立。
1986年7月，中共广东省委对深圳市委领导成员作了调整。1990年12月，召开了中共深圳市第一次代表大会，选举产生了中共深圳市第一届委员会。1995年4月，召开了中共深圳市第二次代表大会，选举产生了中共深圳市第二届委员会。1998年1月至2000年5月，中央和省委调整了深圳市委主要领导人。2000年5月，召开了中共深圳市第三次代表大会，选举产生了中共深圳市第三届委员会。2001年11月至2005年2月，中央和省委调整了深圳市委主要领导人。2005年5月，召开了中共深圳市第四次代表大会，选举产生了中共深圳市第四届委员会。2010年5月，召开了中共深圳市第五次代表大会，选举产生了中共深圳市第五届委员会。2015年5月，召开了中共深圳市第六次代表大会，选举产生了中共深圳市第六届委员会。2021年4月，召开了中共深圳市第七次代表大会，选举产生了中共深圳市第七届委员会。

## 职责
根据《中国共产党地方委员会工作条例》，中国共产党地方委员会主要实行政治、思想和组织领导，承担下列职能：
1. 对本地区重大问题作出决策。
2. 通过法定程序使党组织的主张成为地方性法规、地方政府规章或者其他政令。
3. 加强对本地区宣传思想文化工作的领导，牢牢掌握意识形态工作领导权、话语权。
4. 按照干部管理权限任免和管理干部，向地方国家机关、政协组织、人民团体、国有企事业单位等推荐重要干部。
5. 支持和保证人大、政府、政协、法院、检察院、人民团体等依法依章程独立负责、协调一致地开展工作，发挥这些组织中党组的领导核心作用。
6. 加强对本地区群团工作和统一战线工作的领导。
7. 动员、组织所属党组织和广大党员，团结带领群众实现党的目标任务。

## 机构设置
根据《深圳市机构改革方案》，中国共产党深圳市委员会设置工作机关（副厅级）20个，工作机关管理的机关3个。中共深圳市委设置下列机构：
- 中共深圳市委办公厅

### 职能部门
- 中共深圳市委组织部
- 中共深圳市委宣传部
- 中共深圳市委统一战线工作部
- 中共深圳市委社会工作部
- 中共深圳市委政法委员会

（组织部挂市公务员局牌子；宣传部挂市精神文明建设办公室、市新闻出版局牌子；统一战线工作部挂市民族宗教事务局、市政府侨务办公室牌子；社会工作部加挂市非公有制经济组织和社会组织工作委员会牌子。）

### 办事机构
- 中共深圳市委政策研究室
- 中共深圳市委网络安全和信息化委员会办公室、中共深圳市委互联网企业工作委员会
- 中共深圳市委外事工作委员会办公室
- 中共深圳市委机构编制委员会办公室
- 中共深圳市委军民融合发展委员会办公室、深圳市国防动员办公室
- 中共深圳市委金融委员会办公室、中共深圳市委金融工作委员会
- 中共深圳市委台湾工作办公室
- 中共深圳市委港澳工作办公室
- 中共深圳市委巡察工作领导小组办公室
- 中共深圳市委老干部局

（市委全面深化改革委员会办公室设在市委政研室；市委全面依法治市委员会办公室设在市司法局；市委国家安全委员会办公室设在市委办公厅；市委网络安全和信息化委员会办公室加挂市互联网信息办公室牌子；市委财经委员会办公室设在市委政研室；市委外事工作委员会办公室加挂市人民政府外事办公室牌子；市委审计委员会办公室设在市审计局；市委军民融合发展委员会办公室加挂市国防科技工业办公室、市人民防空办公室牌子；市委金融委员会办公室加挂市地方金融管理局牌子；市委退役军人事务工作领导小组办公室设在市退役军人局；市委人才工作领导小组办公室设在市委组织部；市委教育工作领导小组办公室设在市教育局；市委台湾工作办公室加挂市人民政府台湾事务办公室牌子；市委港澳工作办公室加挂市人民政府港澳事务办公室牌子。）

### 派出机关
- 中共深圳市委直属机关工作委员会
- 中共深圳市大鹏新区工作委员会
- 中共深圳市深汕特别合作区工作委员会
- 中共深圳市前海深港现代服务业合作区工作委员会

（教育工作委员会与市教育局合署办公、卫生工作委员会与市卫生健康委员会合署办公，不计入机构限额。）

### 直属事业单位
- 中共深圳市委党校
- 深圳报业集团
- 深圳市社会主义学院
- 中共深圳市委党史文献研究室
- 深圳市档案馆

（市委党校挂深圳行政学院、深圳经济管理学院牌子；市委党史研究室挂市人民政府地方志办公室牌子。）

### 工作机关管理的机关
- 中共深圳市委机要局，由市委办公厅管理。
- 中共深圳市委保密委员会办公室，由市委办公厅管理。
- 深圳市人才工作局，由市委组织部管理。

（市委保密委员会办公室挂市国家保密局牌子；市委机要局挂市密码管理局牌子。）

## 历届组成人员

### 第一届市委
- 任期：1990年12月－1995年4月
- 书记：李灏（1990年12月－1993年5月）、厉有为（1993年5月－1995年4月）
- 副书记：厉有为（至1993年5月）、郑良玉（至1992年11月）、王众孚（1992年11月－1994年11月）、林祖基（1992年11月－1995年4月）、李子彬（1994年11月－1995年4月）[2]
- 其他常委[6]：李海东（至1992年11月）、梁达均、杨广慧、张中林、陈德贻、李容根、莫华枢（其余资料缺省）

### 第二届市委
- 任期：1995年4月－2000年5月[2]
- 书记：厉有为（1995年4月－1998年1月）、张高丽（1998年1月－2000年5月）
- 副书记：李子彬（至2000年4月）、李容根、黄丽满（至1998年4月）、于幼军（2000年4月－2000年5月）
- 其他常委：白天（1997年－2000年5月）（资料缺省）

### 第三届市委
- 任期：2000年5月－2005年5月[2]
- 书记：张高丽（2000年5月－2001年11月）、黄丽满（2001年11月－2005年2月）、李鸿忠（2005年2月—2005年5月）
- 副书记：于幼军（至2003年6月）、李德成（至2002年1月）、李统书（至2001年3月）、刘涛（至2002年1月）、李鸿忠（2003年6月－2005年2月）、谭国箱（2002年2月－2005年5月）、庄礼祥（2001年3月－2005年5月）、白天（2002年10月－2005年5月）、李意珍（2003年8月－2005年5月）
- 其他常委：白天（2000年5月－2002年10月）（资料缺省）

### 第四届市委
- 任期：2005年5月－2010年5月[2]
- 书记：李鸿忠（2005年5月 - 2007年11月）、刘玉浦（2007年12月 - 2010年4月）、王荣（2010年4月－2010年5月）
- 副书记：许宗衡（2009年6月11日因严重违纪被免职）[7]、谭国箱（至2007年7月）、白天、李意珍（至2007年7月）
- 其他常委：（资料缺省）

### 第五届市委
- 任期：2010年5月－2015年5月[8]
- 书记：王荣（2010年5月－2015年3月） 马兴瑞（2015年3月－2015年5月）
- 副书记：许勤（兼深圳市人民政府市长、党组书记）、王穗明（专职副书记）
- 其他常委：戴北方、王京生、吕锐锋、王毅、陈应春、王小毛、张思平、李铭、周林祥、蒋尊玉（2015年4月7日因严重违纪被开除党籍）（其余资料缺省）

### 第六届市委
- 任期：2015年5月－2021年4月[9][3]
- 书记：马兴瑞（2015年5月－2016年12月）（广东省委副书记兼任）、许勤（2016年12月－2017年4月）、王伟中（2017年4月－）
- 副书记：许勤（至2016年12月，兼深圳市人民政府市长、党组书记）、陈如桂（2017年7月－2021年4月，兼深圳市人民政府市长、党组书记）、李华楠（专职副书记、政法委书记，2018年10月被调查）、郑轲（2019年1月－）、覃伟中（2021年4月－，兼深圳市人民政府市长、党组书记）
- 其他常委：张虎（至2017年8月）、张文（至2016年1月）、林洁（至2020年3月）、王兴宁（至2015年10月）、郑轲、杨洪（至2020年7月）、李小甘（至2020年7月）、郭永航（至2018年2月）、田夫、李建华（至2018年12月）、张子兴（2015年10月－）、刘庆生（2016年9月－）、高自民（2018年6月－）、余新国（2018年6月－）、武启龙（2018年12月－2021年3月）、程步一（2019年10月 - ）、杜玲（2020年3月－）、黄敏（2020年7月－）、王强（2020年7月－）、杨芝春（2021年3月－）

### 第七届市委
- 任期：2021年4月－[3]
- 书记：王伟中（至2022年4月19日）、孟凡利（2022年4月19日－）
- 副书记：覃伟中（兼深圳市人民政府市长、党组书记）、郑轲（至2021年6月）、艾学峰（2021年10月－2022年5月）、余新国（2022年9月－2024年9月）
- 其他常委：艾学峰（至2022年5月）、刘连生（至2024年12月）、冯玲（至2021年11月）、黄敏（至2023年11月）、余新国（至2024年9月）、程步一（至2025年6月）、聂新平（至2021年9月）、王强、张勇（至2021年8月）、杨芝春、陶永欣（2021年10月－）、张玲（2021年10月－）、曾湃（2021年11月－2023年8月）、余钢（2022年9月－2023年7月）、郑红波（2022年9月－）、陈清（2023年11月－）、王守睿（2024年5月－）、张礼卫（2024年5月－）、赵勇（2024年12月－）